# Castelo do Batel
O Castelo do Batel é um palácio localizado no bairro do Batel, na cidade de Curitiba, capital do estado brasileiro do Paraná. Atualmente funciona como centro de eventos. Construído em 1924 pelo cafeicultor e cônsul honorário da Holanda Luiz Guimarães, foi comprado por Moysés Lupion, ex-governador do Paraná, em 1947, ano em que foi tombado pelo Patrimônio Histórico; teve outros usos até ser apontado como local adequado para um centro de eventos, em 2003.
Tal obra segue o estilo eclético, e é uma réplica dos castelos do Vale do Loire, na França. Destacam-se na mansão um torreão cilíndrico de cobertura cônica, os portais de arco pleno e as mansardas da cobertura; o telhado, de fonte inclinação, aparenta, de longe, ser feito com ardósia. Os paramentos de cor cinza, das paredes externas, são tratados à bossagem. Frontões em arco interrompido e triangulares na platibanda, colunetas ombreando a entrada principal, portas almofadadas de madeira entalhada, vitrais, pisos de mármore no adro, são os detalhes externos de acabamento mais expressivos. Com amplas garagens, quadra de tênis, destaca-se pela ampla arborização e pelos jardins, entrevistos através dos magníficos portões e gradis de ferro forjado, foi o castelo durante muitos anos a principal referência arquitetônica da cidade e cenário de recepções e festas de grandes repercussões nos abastados meios curitibanos.

## História
Em 1923, o rico cafeicultor e cônsul honorário da Holanda, Luís Guimarães, adquiriu das famílias Gomm e Whithers e da Mitra Diocesana uma área de 10.500 m², encomendando ao arquiteto Eduardo Fernando Chaves "uma residência parecida com algumas das mais magníficas que fiquei conhecendo…", conforme ele mesmo depôs ao Patrimônio do Paraná. Seu desenho, inspirado nos castelos franceses da região do Loire, na França, resultou de viagens que Guimarães e o engenheiro Eduardo Carvalho Chaves fizeram à Europa. Iniciada a construção em 1924, terminou só quatro anos depois, pelas dificuldades de execução dos requintados detalhes de acabamento e pelo emprego de variada gama de materiais e peças importadas da Europa. Em 1928, 2.200 m² estavam erguidos; tudo seguiu os melhores padrões de luxo europeu da época. O jardim, com mais de 3.000 m², chegou a ter dois profissionais diários para sua manutenção. Segundo relatos do próprio Guimarães, a maioria das pinturas em parede até hoje existentes no local foram feitas por um suíço e um alemão. As telhas planas de fibrocimento, Eternité, vieram da Bélgica, as louças sanitárias, do fabricante francês Jacob de Lafont, e a tapeçaria, e ornamentação interna, de Paris.
Em 1947, o castelo passou a ser residência da família do governador do Paraná, Moysés Lupion, que havia vencido as eleições naquele ano. Em seus tempos áureos, Lupion atuou como mecena de vários artistas paranaenses, sendo que alguns deles deixaram marcas no Castelo do Batel. Foram os casos de Miguel Bakun (que, inclusive, viveu por alguns meses no castelo e decorou as paredes do sótão com pinturas singulares), Alfredo Andersen, Theodoro De Bona, João Turin, Poty Lazzarotto, Arthur Nísio e Guido Viaro. Na era de Moysés Lupion, passaram pelo castelo figuras ilustres como Assis Chateaubriand, os presidentes Juscelino Kubitschek, Eurico Gaspar Dutra, Jânio Quadros e João Goulart, o vice-presidente dos Estados Unidos Nelson Rockefeller e o Príncipe Bernard da Holanda, dentre outros.
A partir de 1973, o Castelo do Batel passou a abrigar a sede da TV Paranaense, na época, chamado apenas de Canal 12. A emissora funcionou no prédio até meados de agosto de 2003, quando a emissora se transferiu para um novo prédio no bairro das Mercês.
Em 2003 iniciou-se o processo de restauração e ampliação, e atualmente abriga um centro de eventos. O projeto desenvolvido pelo arquiteto Humberto Fogassa propôs a construção de um salão de 659 metros quadrados e a recuperação da edificação original, a partir do levantamento de dados de documentação, registros, cadastros, desenhos, iconografias e metragem do local.
O Castelo do Batel tem oito salas de reuniões com capacidade para até 60 pessoas, um salão de 650 m², business center, acesso à internet em todas as salas por meio do sistema wireless e espaço para estacionamento interno com 1.500 m².
Em 2006, serviu de cenário para o longa-metragem "O Cavaleiro Didi e a Princesa Lili".
O Castelo do Batel é tradicionalmente um ponto turístico no Natal de Curitiba, juntamente com as apresentações do Palácio Avenida. Anualmente recebe iluminação especial para as festividades natalinas, além de ser palco de inúmeras atrações em tal período do ano. Sua localização na capital paranaense é na avenida do Batel, 1323.